# María Elvira Muñiz
María Elvira Muñiz Martín (La Habana, Cuba, 14 de marzo de 1923 - Gijón, España, 29 de octubre de 2016) fue una catedrática de literatura y escritora española.

## Biografía

### Nacimiento y formación académica
María Elvira Muñiz nació el 14 de marzo de 1923 en La Habana (Cuba), en el seno de una familia asturiana. Sus padres, Manuel Muniz Álvarez y María Martín Clavells, se trasladaron con toda la familia a Gijón en 1928. Allí estudió en el Instituto Jovellanos, finalizando sus estudios en 1941. Se matriculó en la facultad de Filosofía y Letras de Universidad de Oviedo, rama de Filología Moderna, obteniendo la licenciatura el 2 de junio de 1947.

### Actividad docente
Desde 1947 hasta 1960 imparte clases en varios colegios privados de Gijón: colegio de la Asunción, colegio del santo Ángel y colegio de san Vicente de Paúl. En 1960 consigue la plaza de profesora agregada de Lengua y Literatura Española en el Instituto Carreño Miranda de Avilés. Al año siguiente es nombrada directora técnica de las secciones filiales de Roces (actual Instituto de Roces), y en 1962, directora de La Calzada (actual Instituto Padre Feijoo). Cofundadora en 1962 del Instituto de la Calzada, donde será directora hasta 1974.
El 15 de diciembre de 1962 defiende su tesis doctoral sobre Benito Jerónimo Feijoo y Asturias, dirigida por el catedrático Emilio Díaz Echarri, con la calificación de sobresaliente cum laude.
En 1977, como afiliada al Partido Democracia Social, dirigido por Licinio de la Fuente, se presenta como candidata por Alianza Popular al Congreso de los Diputados, pero no salió elegida. Ese año, se traslada al Instituto Doña Jimena hasta 1979. Durante el curso 1979-80, es Catedrática de Lengua y Literatura, y nombrada Directora del Instituto de Cangas del Narcea.
En septiembre de 1981 toma posesión como directora del Instituto Nacional de Bachillerato Jovellanos de Gijón. Allí estará hasta 1983.
Blanca Álvarez González, escritora de libros infantiles, en una extensa entrevista para La Nueva España, bajo el título «Elvira Muñiz, cincuenta años de docencia», afirma «Elvira Muñiz... forma parte de la mítica leyenda de esos docentes a quienes sus alumnos retornan, años más tarde, como se vuelve a las raíces que ayudaron a crecer».
Guillermina Caso la entrevista en la Hoja del Lunes de Gijón, el 7 de marzo de 1988, a ocho días de su jubilación forzosa como profesora. María Elvira declara que «a esa edad es cuando más se rinde en una profesión intelectual».
En marzo de 1988, recibe el aviso de su jubilación, sin posibilidad de acabar el curso. Se calcula que pasaron por sus aulas cerca de seis mil alumnos, entre los que se encuentran políticas como Paz Fernández Felgueroso, científicas como Margarita Salas y escritoras como Carmen Gómez Ojea.

### Homenajes y asociaciones
Con motivo de su jubilación, recibe un multitudinario homenaje en el restaurante Savannah, el 17 de junio de 1988, con la asistencia de más de doscientas personas, entre ellas, autoridades políticas, académicas y numerosos compañeros y alumnos. Intervinieron el por aquel entonces, alcalde de Gijón, Vicente Álvarez Areces, el exministro de Educación Aurelio Menéndez y el ex rector de la Universidad de Oviedo José Caso González, entre otros.
En junio de 1992 es nombrada miembro correspondiente del Real Instituto de Estudios Asturianos. Ese mismo año se crea la Fundación Dolores Medio, a la que perteneció desde sus comienzos.
En 2001 ingresa como miembro en el Foro Jovellanos
El 9 de octubre de 2001, por acuerdo municipal del Ayuntamiento de Gijón, se le da su nombre a una entrada por la calle de Velázquez y salida por la calle de Les Cigarreres, en el barrio de Montevil.
En mayo de 2002 firmó, junto con otros escritores asturianos, una carta solicitando la ampliación de la Ley de uso y promoción del asturiano hasta alcanzar la cooficialidad.

## Premios y reconocimientos
- 1974: Lazo de la Orden Civil de Alfonso X el Sabio, a petición de la Asociación de Padres de Alumnos, claustro de profesores y antiguos alumnos del Instituto Padre Feijoo de La Calzada en Gijón.
- 2008: Medalla de Plata de la Villa de Gijón.

## Publicaciones

### Libros
- "Feijoo y Asturias". Extracto de la tesis doctoral, Bidea, Oviedo, 1963.
- "Historia de la Literatura asturiana en castellano", Editorial Ayalga, Salinas, 1978, 306 pp.
- "El Libro de Gijón", Ediciones Naranco, Oviedo, 1979.
- "Escritores de Gijón", Ediciones Ateneo Obrero, colección Fortuna Balnearia, Gijón, 1989, 106 pp.
- "La mujer y la literatura" en "Mujeres de Asturias", Editorial Mases, Gijón, 1989, 313 pp.
- "Cuentos literarios de autores asturianos. Antología (1945-1990)", Ediciones Fundación Dolores Medio, Gijón, 1990, 234 pp.
- "Joaquín Alonso Bonet, narrador y poeta", en "Don Joaquín Alonso Bonet: vida y obra de un hombre de letras asturiano, 1889-1975: [actos conmemorativos del centenario del nacimiento de D. Joaquín Alonso Bonet, Gijón 1988-1975]". I.D.E.A., Oviedo, 1990, 342 pp.
- "Alfonso Camín, en sus Memorias y en su poesía", Bidea, Oviedo, 1991.
- "Escritores de Gijón", Ediciones Ateneo Obrero, colección Fortuna Balnearia, 2ª ed., 1992, 108 pp.
- "Asturianos universales: Leopoldo Alas, Clarín", vol. I, Ediciones Páramo, Madrid, 1996.
- "Asturianos universales: Eulalia de Llanos", vol. XV, Ediciones Páramo, Madrid, 1997, 252 pp.
- "Escritores de Gijón (2)", Ediciones Ateneo Obrero, colección Fortuna Balnearia, 1999, 140 pp.